# Cabera insulata
Cabera insulata là một loài bướm đêm trong họ Geometridae.